# Elismerés
Az elismerés (angolul recognition) a jogi nyelvben általában azt jelenti, hogy az arra hivatott entitás igazolja: egy bizonyos dolog  megfelel az előírt minősítő feltételeknek. Nem azonos a beismeréssel.
Az elismerés a nemzetközi közjogban és a nemzetközi magánjogban a külföldi képesítésnek, végzettségnek, szakképzettségnek, minősítésnek, diplomának, oklevélnek, bizonyítványnak vagy más határozatnak a hazaival azonosnak tekintését és az erről szóló tanúsítás kiadását jelenti. Az elismerési eljárást a közigazgatási jog szabályozza. A fogalom fedi magának az államnak illetve állampolgárságnak a más államok részéről történő elismerését is.